# Kill Bill: Volume 2
Kill Bill: Volume 2 è un film del 2004 scritto e diretto da Quentin Tarantino.
La pellicola è interpretata da Uma Thurman, David Carradine, Michael Madsen, Daryl Hannah, Gordon Liu, Michael Parks e Perla Haney-Jardine alla sua prima apparizione cinematografica. Il film rappresenta la seconda parte d'un dittico cinematografico, la cui prima parte è Kill Bill: Volume 1.

## Trama
(La Sposa nei titoli di testa)

### Prologo
Quattro anni prima Bill e la sua D.V.A.S. hanno compiuto un massacro nella cappella nuziale dei Due Pini, durante il quale hanno quasi ucciso La Sposa picchiandola e sparandole in testa.
Quattro anni dopo il massacro, La Sposa ha ucciso quattro membri della sua Death List Five: tre in maniera diretta, uno indiretta.
In auto, la Sposa si sta ora dirigendo verso la sua ultima vittima, il crudele Bill.

### Capitolo 6: Massacro ai Due Pini
(Budd in un dialogo con Bill)
Il massacro ai Due Pini, divenuto ormai leggenda, non si svolse - come la notizia invece diffuse - durante il matrimonio tra Tommy e La Sposa, ma durante le prove della cerimonia. Il reverendo Harmony, la madre del reverendo Harmony, Rufus l'organista, le amiche della Sposa e Tommy, il giovane sposo, furono trucidati da Bill, insieme alla squadra assassina di cui è a capo.
Durante le prove, La Sposa, esce dalla Cappella per prendere una boccata d'aria. È infatti in evidente stato di gravidanza. Mentre si sta dirigendo fuori, percepisce un suono di flauto e si rende conto che Bill è seduto fuori dalla chiesa. Commossa e incredula, la donna lo presenta a Tommy come suo padre. Prima di iniziare le prove della cerimonia La Sposa bacia in modo doloroso e accorato Bill, dicendogli, ingenuamente "Grazie", ignara della malafede dell'uomo e sicura di esser stata compresa. Pochi istanti dopo, i membri della sua D.V.A.S. si fanno avanti, uccidendo tutti gli invitati e picchiando a sangue La Sposa incinta. Bill le darà il colpo di grazia sparandole in testa. Il colpo è già partito quando La Sposa, esanime, non riesce a terminare la frase "Bill! È tua figlia...".
Quattro anni dopo quegli eventi, Bill, una volta saputo ciò che Sofie Fatale gli ha detto, corre ad avvertire suo fratello Budd.
Bill invita Budd a dimenticare le vecchie divergenze esistenti tra loro due e gli chiede di aiutarlo a catturare colei che - Bill teme - ucciderà Budd. Per fargli capire bene cosa sta per succedere, Bill gli dice che la donna si è fatta strada tra gli 88 folli, le guardie personali di O-Ren Ishii, che ha con sé una spada di Hattori Hanzō e che, subito dopo O-Ren, ha ucciso Vernita Green. Budd rimane allibito dal racconto di Bill ma, nonostante ciò, rifiuta il suo aiuto affermando che tutto ciò è stato causato dalla sua natura (di Bill) che fa in modo di far venire fuori il peggio dalle persone con cui ha a che fare. Budd ammette che La Sposa ha tutte le ragioni nel volere vendetta, ma sarà da vedere chi, alla fine, prevarrà. Bill gli chiede - inoltre - che fine abbia fatto la sua spada di Hanzō. Budd gli dice di averla impegnata per 250 dollari.

### Capitolo 7: La tomba solitaria di Paula Schultz
Quella stessa sera Budd va a lavorare. Sono trascorsi quattro anni dai fatti di El Paso e Budd non se la passa bene: è un alcolista, lavora come buttafuori in uno squallido strip-club della città e vive in una roulotte in mezzo al deserto. Umiliato dal suo datore di lavoro e dai colleghi e trattato da tutti come un perdente a causa della sua negligenza, Budd quella sera si è presentato al lavoro con venti minuti di ritardo. Dopo gli screzi e l'allontanamento dal fratello Bill, egli è decisamente caduto in rovina.
Dopo essere stato mandato via dal suo capo, Budd ritorna a casa e capisce che c'è qualcosa che non va: troppo silenzio. Noncurante, entra in casa. Accovacciata sotto la roulotte c'è La Sposa che lo attacca ma Budd, imbracciato un fucile caricato a sale grosso, le spara al petto stordendola. Budd, dopo averle somministrato un potente sonnifero mediante un'iniezione, si impossessa della sua spada e chiama Elle Driver per proporle in vendita la spada di Hanzō per un milione di dollari. Elle accetta ma ad una sola condizione: che La Sposa venga uccisa tra mille sofferenze.
Poco più tardi, con l'aiuto del suo amico Ernie, Budd scava una fossa in un piccolo cimitero della zona per seppellirvi la donna. Prima di seppellirla viva in una bara di legno, Budd la fa svegliare, cosicché possa soffrire come Elle ha richiesto. Budd la chiude quindi nella bara con una torcia, dicendole che questa è la punizione per aver spezzato il cuore di suo fratello Bill.

### Capitolo 8: I crudeli insegnamenti di Pai Mei
Flashback: Anni prima, vediamo Bill e La Sposa in Cina alla ricerca di Pai Mei, invincibile maestro di arti marziali. Bill, che in passato fu suo allievo, vuole portare La Sposa da lui affinché venga istruita a sua volta. Bill racconta di come Pai Mei, dal carattere fiero e irascibile, una volta sterminò da solo un intero tempio di monaci Shaolin per un futile motivo (uno di loro non gli aveva restituito un impercettibile cenno di saluto). Pai Mei li uccise utilizzando la leggendaria tecnica dell'esplosione del cuore con cinque colpi delle dita, in grado appunto di far esplodere il cuore del bersaglio dopo che compie cinque passi. Tuttavia, Pai Mei non ha mai insegnato la tecnica a nessuno, nemmeno a Bill.
Bill ammonisce La Sposa: "Se Pai Mei non ti ucciderà, potrà solo renderti più forte".
Prima di iniziare l'addestramento, Pai Mei testa le capacità della donna, battendola con facilità disarmante ed umiliandola. Accetta tuttavia di allenarla. Una dei primi insegnamenti di Pai Mei, su cui la ragazza dovrà esercitarsi strenuamente, è come spaccare il legno con un semplice pugno da un solo palmo di distanza. Gli allenamenti e gli insegnamenti di Pai Mei si riveleranno estenuanti, ma lentamente il crudele maestro arriva ad apprezzare l'impegno e la costanza della donna. Dopo questo lungo flashback, preceduto dal panico per essere stata sepolta viva, La Sposa riesce a calmarsi, recupera una lama da barbiere dallo stivale, si libera le mani e, un pugno dopo l'altro, riesce ad uscire dalla bara e riemergendo dal terreno. Le sue parole prima di sferrare il primo pugno al legno, sono: "Ecco Pai Mei, sono pronta".

### Capitolo 9: Elle e Io
Il mattino seguente, Elle Driver giunge alla roulotte di Budd, nel deserto. Dopo aver avuto una conversazione, come pattuito, i due si scambiano i beni: Budd dà a Elle la spada di Hanzo sottratta alla donna, ed Elle dona a Budd la valigia con un milione di dollari. Tuttavia, quando Budd controlla i soldi, un mamba nero, serpente dal veleno letale, balza fuori dalla valigetta e lo morde ripetutamente sul volto, facendolo cadere a terra paralizzato e sanguinante. L'uomo si contorce tra dolori atroci per terra, mentre sadicamente Elle Driver gli annuncia quanto tempo impiega il veleno del serpente ad uccidere un uomo. Quando Elle ha finito con Budd, ormai morto, raccoglie i suoi soldi e riceve una telefonata da Bill, a cui comunica che La Sposa ha ucciso il fratello, ma che lei, a sua volta l'ha uccisa pronunciandone, per la prima volta non coperto, il nome: Beatrix Kiddo. Quando Elle apre la porta del camper si trova davanti Beatrix che l'attacca.
Le due donne ingaggiano una lotta senza esclusione di colpi impugnando ciascuna una spada di Hanzo: Elle usa quella di Beatrix e Beatrix quella di Budd che, in realtà, non era stata venduta (Budd sosteneva d'averla impegnata solo per fare un dispetto a Bill).
Beatrix chiede quindi a Elle che cosa abbia fatto di tanto grave a Pai Mei affinché lui le strappasse l'occhio destro: la donna risponde di aver definito il maestro un "miserabile stupido vecchio" e per vendicarsi lei lo uccise somministrandogli del cibo avvelenato. Questo alimenta ancora di più l'odio di Beatrix per Elle. Nel duello che segue, le due donne raggiungono una momentanea fase di stallo e Beatrix ne approfitta per strappare l'altro occhio a Elle accecandola del tutto. Elle cade a terra per poi rialzarsi aggirandosi cieca, furiosa e imprecando contro Beatrix che, in segno di disprezzo, schiaccia il bulbo oculare sul pavimento con un piede. Infine raccoglie la sua spada e si dirige da Bill. Il Black Mamba (che è ancora nel camper) forse ucciderà Elle.

### Ultimo capitolo: Faccia a faccia
Per sapere dove abita Bill, Beatrix si reca da una delle figure paterne che Bill, in mancanza di un vero padre, ha collezionato: lui si rivelerà essere un pappone in pensione, Esteban Vihaio, il quale le dice che Bill abita sulla strada per Salina, a Villa Quattro.
Beatrix arriva da Bill armata sia di katana che di pistola, ma qui l'attende una sconcertante sorpresa: Bill sta giocando con una bambina piccola, all'incirca di quattro anni, la dolce B.B., la figlia creduta morta. La donna rimane impietrita ed incredula. Dopo aver passato un po' di tempo con la bambina e infine averla messa a dormire, Bill e Beatrix si incontrano nell'ampio salone della casa.
Prima che Beatrix possa attaccarlo, Bill le somministra un Siero della verità, molto più potente del Sodio Pentothal e, a quanto dice Bill, "la sua migliore invenzione o, quantomeno, la sua preferita", con un solo difetto, ovvero un'ondata di euforia incontrollata. L'uomo chiede a Beatrix se davvero aveva creduto che la sua vita con Tommy Plympton a El Paso potesse funzionare. Beatrix dice di no ma, almeno, avrebbe avuto la bambina, evitandole una realtà che non voleva conoscesse. Secondo Bill è nella natura di Beatrix essere un'assassina e non può rinunciare a tale natura: l'uomo paragona la donna a Superman, l'unico personaggio che per diventare un supereroe non deve indossare un costume, bensì toglierselo, in quanto nato tale. Al che Beatrix spiega a Bill che era stato un episodio accaduto proprio pochi istanti dopo aver scoperto di essere incinta ad averla convinta ad abbandonare la sua vita da sicario. Durante una missione in cui doveva uccidere la rivale Lisa Wong, quest’ultima l'aveva individuata e aveva mandato a sua volta una killer ad ucciderla, Karen. Dopo un breve scontro a Los Angeles nella stanza che Beatrix aveva affittato, le due donne avevano avuto una breve conversazione ad armi puntate. Beatrix, sentendosi inerme per la prima volta in vita sua, aveva implorato Karen di controllare il test che indicava che era incinta. Karen, forse per pietà, l'aveva risparmiata. Dopo quell'evento Beatrix aveva deciso di fuggire e abbandonare per sempre quella vita piena di violenza poichè temeva che Bill avrebbe preso sua figlia facendola diventare, in futuro, un'assassina. "Ho dovuto scegliere e ho scelto lei" dice a Bill.
A quel punto Bill spiega che quando non l'aveva vista tornare, aveva pensato che Beatrix fosse morta. Durante tre mesi di lutto, aveva cercato i responsabili che credeva l'avessero uccisa. Una volta scoperto che Beatrix era ancora viva e addirittura incinta, dichiara di aver reagito male: "Far credere a qualcuno che è morta la persona che ama quando non è così, è una cosa molto crudele". A quel punto Beatrix conclude che lei e Bill hanno una faccenda in sospeso e si attaccano a vicenda. Dopo un brevissimo scambio di colpi, Beatrix usa la tecnica dell'esplosione del cuore con cinque colpi delle dita. Sorpreso dal fatto che Pai Mei avesse insegnato tale tecnica a Beatrix, Bill fa volontariamente i cinque passi che lo condurranno alla morte. Sfiorando la mano di Bill, Beatrix, con una contrastante espressione di gioia mista a tristezza, lo osserva alzarsi camminare e accasciarsi.

### Epilogo
La mattina dopo si vedono Beatrix e B.B. che alloggiano da qualche parte. Mentre la bambina guarda in televisione i cartoni animati, le immagini mostrano Beatrix in bagno, sdraiata sul pavimento, mentre piange sia per la felicità di aver completato la sua vendetta sia per la tristezza di aver ucciso Bill. Ma è qui che si manifesta l'effetto collaterale del siero della verità, ossia l'ondata di euforia incontrollata; difatti vediamo Beatrix ridere, l'ultimo regalo di Bill per aiutarla a superare il momento. La donna sospira un grazie al defunto amato e torna raggiante da sua figlia, pronta per vivere insieme a lei il resto della vita.
(I titoli di coda)

## Produzione
Il capitolo 6 doveva essere originariamente intitolato La vendetta di Yuki: in questo la sorella di Gogo, la folle assassina di O-Ren, cercava vendetta per la sventurata parente. Alla fine il capitolo 6 fu Massacro ai Due Pini; nell'evenienza di un capitolo La vendetta di Yuki, l'attrice che avrebbe impersonato Yuki sarebbe stata Kou Shibasaki.
Tarantino ha asserito che - nonostante lui abbia girato un'unica pellicola - il volume 1 e il volume 2 hanno degli elementi caratterizzanti: infatti, se il primo volume è più orientale, dedicato ai film di kung-fu e allo Yakuza film, il volume 2 appare invece proteso verso l'occidente ed ispirato ai suoi miti, con le atmosfere da spaghetti-western, con riferimenti a film di Sergio Leone, la presenza di almeno sei tracce della colonna sonora composte da Ennio Morricone (tratte tra l'altro dalla Trilogia del dollaro e da altri film più o meno conosciuti), e una dedica finale allo stesso Leone, a Charles Bronson e a Lee Van Cleef.

### Cast
Bill originariamente doveva essere interpretato da Warren Beatty. Il rifiuto dell'attore permise a Tarantino di affidare la parte al preferito David Carradine.
Tarantino valutò a lungo l'ipotesi di interpretare lui stesso il personaggio del maestro Pai Mei. Il regista avrebbe voluto che Pai Mei muovesse le labbra in cantonese, ma che non lo parlasse. Il suo desiderio era infatti quello di doppiarlo lui stesso, ma alla fine Gordon Liu, che interpreta il Loto Bianco, recitò e doppiò Pai Mei.
Samuel L. Jackson, uno dei "fedeli" del regista, è protagonista di un breve cameo dove interpreta il ruolo di Rufus, l'organista della chiesa dove la Sposa avrebbe dovuto sposarsi. In questa scena elenca vari artisti con cui ha collaborato in passato e tra questi alcuni sono autori della colonna sonora di Pulp Fiction.
Sul set Uma Thurman ebbe un incidente alla guida della cabrio, girando la scena in cui la sposa va a uccidere Bill. L'attrice affermò che Harvey Weinstein l'avrebbe costretta a girare la scena accusando poi anche Tarantino per l'accaduto. Thurman poi rettificò sul suo profilo Instagram dicendo che il regista non aveva colpe e che fu coraggioso nel girarla, sostenendo anche di essere fiera di lui. Tarantino ammise di essere molto rammaricato per l'accaduto, affermando che quello è il suo più grande rimorso.

#### Altri interpreti
- Vivica A. Fox: Vernita Green aka Copperhead
- Ambrosia Kelly: Nikki
- Michael Parks: Earl McGraw / Esteban Vihaio
- James Parks: Edgar McGraw
- Jonathan Loughran: Camionista
- Michael Bowen: Buck
- Kenji Ōba: Ragazzo pelato
- Yoshiyuki Morishita: Uomo d'affari di Tokyo
- Jun Kunimura: Boss Tanaka
- Goro Daimon: Boss Honda
- Kazuki Kitamura: Boss Koji / Folle 88
- Akaji Maro: Boss Ozawah
- Shun Sugata: Boss Benta
- Tetsuro Shimaguchi: Folle 88
- Kazuki Kitamura: Folle 88
- Yoji Boba Tanaka: Folle 88
- Issei Takahashi: Folle 88
- So Yamanaka: Folle 88
- Juri Manase: Folle 88
- Chiaki Kuriyama: Gogo
- The Yuen Wo-Ping Fight Team: Gli 88 Folli
- Gordon Liu: Johnny Mo / Pai Mei
- Lucy Liu: O-Ren Ishii aka Cottonmouth
- Sonny Chiba: Hattori Hanzo
- Julie Dreyfus: Sofie Fatale
- Shana Stein: Erica
- Caitlin Keats: Janeen
- Chris Nelson: Tommy Plympton
- Reda Beebe: Jay
- Sid Haig: Joleen
- Larry Bishop: Larry Gomez
- Laura Cayouette: Rocket
- Clark Middleton: Ernie
- Michael Madsen: Budd aka Sidewinder
- Stephanie L. Moore: Joleen
- Helen Kim: Karen
- Vicki Lucai: Trixie
- Venessia Valentino: Insegnante
- Thea Rose: Melanie Harrhouse
- William P. Clark: Soda Jerk
- Stevo Polyi: Tim
- Patricia Silva: Marty Kitrosser
- Maria Del Rosario Gutierrez: Prostituta
- Sonia Angelica Padilla Curiel: Prostituta
- Veronica Janet Martinez: Prostituta
- Lucia Cruz Marroquin: Prostituta
- Venessia Valentino: Prostituta
- Venessia Valentino: Prostituta
- Citlati Guadalupe Bojorquez: Prostituta
- Graciela Salazar Mendoza: Prostituta
- Maria de Lourdes Lombera: Prostituta
- Jorge Silva: Barista / Pappone

### Location
La cappella del massacro non si trova ad El Paso (Texas), bensì a Lancaster (California).

## Promozione
Alcuni slogan promozionali del film:

## Distribuzione
Il film è uscito negli Stati Uniti il 16 aprile 2004 mentre in Italia uscì il seguente 23 aprile e a differenza del primo film questo non è stato vietato ai minori di 14 anni.

## Colonna sonora
Anche questo, come ogni film di Tarantino, si avvale di una colonna sonora piena, come il film, di citazioni e riferimenti. Appaiono, inoltre, alcune tracce "parlate" con estratti dei dialoghi del film, altra particolarità del regista statunitense.

### Tracce

#### Kill Bill vol. 2: Original Soundtrack
1. Uma Thurman – A Few Words from the Bride (sottofondo A Silhouette of Doom di Ennio Morricone) – 0:42
2. Shivaree – Goodnight Moon – 4:03 (Ambrosia Parsley, Duke McVinnie)
3. Ennio Morricone – Il tramonto (estratto dal film Il buono, il brutto, il cattivo di Sergio Leone) – 1:15 (Ennio Morricone)
4. Charlie Feathers – Can't Hardly Stand It – 2:48 (Charlie Feathers, Jerry Huffman, Jo Chastain)
5. Lole y Manuel – Tu Mirá (edit) – 4:00 (Jose Manuel Flores, Manuel Molina Jimenez)
6. Luis Bacalov – Summertime Killer (estratto dal film Ricatto alla mala di Antonio Isasi-Isasmendi) – 3:39 (Luis Bacalov)
7. Alan Reeves, Phil Steele e Philip Brigham – The Chase (estratto dal film Quando il sole scotta di Georges Lautner) – 1:03 (Alan Reeves, Phil Steele, Philip Brigham)
8. David Carradine e Uma Thurman – The Legend of Pai Mei – 2:06
9. Ennio Morricone – L'arena (estratto dal film Il mercenario di Sergio Corbucci) – 4:46 (Ennio Morricone)
10. Johnny Cash – A Satisfied Mind – 2:50 (Joe "Red" Hayes, Jack Rhodes)
11. Ennio Morricone – A Silhouette of Doom (estratto dal film Navajo Joe di Sergio Corbucci) – 2:54 (Ennio Morricone)
12. Malcolm McLaren – About Her – 4:49 (Malcolm McLaren, Rod Argent, W. C. Handy)
13. David Carradine e Uma Thurman – Truly and Utterly Bill – 0:47
14. Chingon – Malagueña salerosa (estratto dal film C'era una volta in Messico di Robert Rodriguez) – 4:05 (Elpidio Ramirez, Pedro Galindo)
15. Meiko Kaji – Urami Bushi – 3:33 (Shunsuke Kikuchi, Shun'ya Itō)
16. Wu-Tang Clan – Black Mamba (traccia nascosta) – 2:38 (Wu-Tang Clan)

Durata totale: 45:58

#### Altre tracce
Oltre alle musiche presenti nella colonna sonora ufficiale del film (che risultano invece il 50% esatto del film), nella pellicola di Tarantino sono presenti altri estratti da film di ogni genere: lo Yakuza film, il film di kung-fu, il cinema dell'emancipazione nera e soprattutto omaggi alle note di Ennio Morricone che accompagnavano tutti gli spaghetti-western che hanno fatto crescere Tarantino.
1. Dies Irae, di Nora Orlandi (estratto dal film Lo strano vizio della signora Wardh di Sergio Martino)
2. Ay Que Caray, di Marilu Esmeralda Aguiluiz
3. Budd's Trailer Suspicions, di Robert Rodriguez
4. Per un pugno di dollari, di Ennio Morricone (estratto dall'omonimo film di Sergio Leone)
5. Il mercenario (ripresa), di Ennio Morricone (estratto dall'omonimo film di Sergio Corbucci)
6. Pai Mei Theme, di Robert Rodriguez
7. Three Tough Guys, di Isaac Hayes (estratto dal film Uomini duri di Duccio Tessari)
8. Invincible Pole Fighter, di Sun Chun Hou e Stephen Shing (estratto dal film Eight Diagram Pole Fighter, prodotto dai fratelli Shaw)
9. Sunny Road to Salina, di Bernard Gérard e Christophe (estratto dal film Quando il sole scotta di Georges Lautner)
10. Budd Twang, di Robert Rodriguez
11. I giorni dell'ira, di Riz Ortolani
12. La fine di Barbara e il ritorno di Joe, di Ennio Morricone (estratto dal film Navajo Joe di Sergio Corbucci)

#### Le tracce di Robert Rodriguez
Il fraterno amico di Tarantino, Robert Rodriguez (alla fine di entrambi i volumi c'è un ringraziamento particolare a Rodriguez che appare come my brother cioè mio fratello) ha eseguito per Kill Bill - Volume 2 alcune delle tracce presenti nella colonna sonora.
1. Massacre at Two Pines Wedding Chapel (Do I Look Pretty?)
2. Budd's Lonely Trailer
3. Budd's Trailer Suspicions
4. A Bride Revealed
5. Calling the Hateful Bitch
6. In Front of the Stairs
7. White Lotus Mountain (Steps of fury)
8. Training Montage
9. About Black Mamba Snakes (tema del dialogo)
10. Budd Twang
11. B.B.

## Riconoscimenti
- 2005 - Golden Globe
  - Candidatura per la migliore attrice in un film drammatico a Uma Thurman
  - Candidatura per il miglior attore non protagonista a David Carradine
- 2005 - Saturn Award
  - Miglior film d'azione/di avventura/thriller
  - Miglior attore non protagonista a David Carradine
  - Miglior attrice non protagonista a Daryl Hannah
  - Candidatura per la miglior regia a Quentin Tarantino
  - Candidatura per la miglior attrice protagonista a Uma Thurman
  - Candidatura per la miglior attrice emergente a Perla Haney-Jardine
  - Candidatura per la miglior sceneggiatura a Quentin Tarantino
- 2005 - Empire Award
  - Candidatura per il miglior film
  - Candidatura per la miglior regia a Quentin Tarantino
  - Candidatura per la miglior attrice protagonista a Uma Thurman
  - Candidatura per la miglior scena (combattimento tra La Sposa ed Elle)
- 2005 - MTV Movie Award
  - Miglior combattimento a Daryl Hannah e Uma Thurman
  - Miglior eroe a Uma Thurman
  - Candidatura per il miglior film
  - Candidatura per la miglior performance femminile a Uma Thurman
- 2004 - Satellite Award
  - Candidatura per il miglior film drammatico
  - Candidatura per la miglior attrice in un film drammatico a Uma Thurman
  - Candidatura per il miglior attore non protagonista in un film drammatico a David Carradine
  - Candidatura per la miglior attrice non protagonista in un film drammatico a Daryl Hannah
- 2004 - Premio Amanda
  - Candidatura per il miglior film straniero a Quentin Tarantino
- 2004 - Critics' Choice Movie Award
  - Candidatura per la migliore attrice protagonista a Uma Thurman
- 2005 - Grammy Award
  - Candidatura per la miglior colonna sonora a Quentin Tarantino
- 2005 - Golden Reel Award
  - Candidatura per il miglior montaggio sonoro (colonna sonora)
  - Candidatura per il miglior montaggio sonoro (dialoghi e ADR)
  - Candidatura per il miglior montaggio sonoro (Effetti sonori)
- 2005 - People's Choice Award
  - Candidatura per il miglior sequel
  - Candidatura per il miglior cattivo a David Carradine
  - Candidatura per il miglior cattivo a Daryl Hannah
- 2004 - Teen Choice Award
  - Candidatura per il miglior film d'azione/avventura/drammatico
  - Candidatura per la miglior attrice in un film d'azione/avventura/drammatico a Uma Thurman
  - Candidatura per la miglior sequenza d'azione/combattimento
  - Candidatura per il miglior film che i tuoi genitori non ti volevano far vedere
- 2005 - Eddie Award
  - Candidatura per il miglior montaggio in un film drammatico a Sally Menke
- 2005 - Central Ohio Film Critics Association Award
  - Miglior sonoro
- 2004 - Golden Trailer Award
  - Candidatura per il film più originale
  - Candidatura per la miglior voce fuori campo
- 2004 - Hollywood Film Festival
  - Miglior montatore a Sally Menke
- 2004 - Irish Film and Television Award
  - Candidatura per la miglior attrice internazionale a Uma Thurman
- 2013 - Key Art Award
  - Candidatura per il miglior trailer
- 2005 - Russian National Movie Award
  - Candidatura per il miglior successo
- 2005 - Sant Jordi Award
  - Miglior film straniero a Quentin Tarantino
- 2005 - Taurus World Stunt Award
  - Miglior combattimento a Monica Staggs e Zoë Bell
  - Miglior stunt femminile assoluto a Monica Staggs e Zoë Bell
  - Candidatura per il miglior coordinatore di Stunt e/o Direttore delle Unità in seconda a Keith Adams
- 2004 - American Choreography Award
  - Miglior coreografia a Keith Adams, Sonny Chiba, Quentin Tarantino e Woo-ping Yuen
- 2009 - Austin Film Critics Association
  - Candidatura per il miglior film del decennio

- 2004 - Awards Circuit Community Award
  - Candidatura per il miglior film a Lawrence Bender
  - Candidatura per la miglior regia a Quentin Tarantino
  - Candidatura per la miglior attrice protagonista a Uma Thurman
  - Candidatura per il miglior attore non protagonista a David Carradine
  - Candidatura per la miglior sceneggiatura originale a Quentin Tarantino
  - Candidatura per il miglior montaggio a Sally Menke
  - Candidatura per la miglior fotografia a Robert Richardson
- 2005 - Black Reel Award
  - Candidatura per la miglior colonna sonora a RZA
- 2005 - Costume Designers Guild Award
  - Candidatura per i migliori costumi a Catherine Marie Thomas
- 2005 - Gold Derby Award
  - Candidatura per la miglior attrice protagonista a Uma Thurman
  - Candidatura per il miglior attore non protagonista a David Carradine
  - Candidatura per la miglior sceneggiatura originale a Quentin Tarantino
  - Candidatura per il miglior montaggio a Sally Menke
  - Candidatura per il miglior montaggio negli effetti sonori a Wylie Stateman, Hector C. Gika, Tom Ozanich e Jon Title
- 2004 - Golden Schmoes Award
  - Miglior regia a Quentin Tarantino
  - Miglior attrice protagonista a Uma Thurman
  - Miglior attore non protagonista a David Carradine
  - Miglior colonna sonora
  - Candidatura per il miglior film
  - Candidatura per la miglior attrice non protagonista a Daryl Hannah
  - Candidatura per la miglior sceneggiatura a Quentin Tarantino
  - Candidatura per il personaggio più distaccato dell'anno (Bill)
  - Candidatura per il miglior trailer
  - Candidatura per la miglior sequenza d'azione (Elle Driver contro la Sposa)
  - Candidatura per la scena più memorabile (La sposa sepolta viva)
  - Candidatura per la scena più memorabile (La Sposa contro Elle Driver)
  - Candidatura per il miglior poster
  - Candidatura per la miglior frase (non sei una cattiva persona, tu sei la mia persona preferita ma ogni ora e dopo tu puoi essere una vera fica)
- 2005 - International Cinephile Society Award
  - Candidatura per il miglior film
  - Candidatura per la miglior attrice a Uma Thurman
- 2005 - International Online Cinema Award
  - Candidatura per il miglior film
  - Candidatura per la miglior regia a Quentin Tarantino
  - Candidatura per la miglior attrice protagonista a Uma Thurman
  - Candidatura per il miglior attore non protagonista a David Carradine
  - Candidatura per la miglior sceneggiatura originale a Quentin Tarantino
  - Candidatura per il miglior montaggio a Sally Menke
  - Candidatura per il miglior montaggio sonoro a Wylie Stateman
- 2006 - Italian Online Movie Award
  - Miglior regia a Quentin Tarantino
  - Miglior cast
  - Miglior montaggio a Sally Menke
  - Migliori effetti sonori
  - Candidatura per il miglior film a Lawrence Bender e Quentin Tarantino
  - Candidatura per la miglior attrice protagonista a Uma Thurman
  - Candidatura per il miglior attore non protagonista a David Carradine
  - Candidatura per la miglior attrice non protagonista a Daryl Hannah
  - Candidatura per la miglior sceneggiatura originale a Quentin Tarantino
- 2005 - Jupiter Award
  - Miglior regista internazionale a Quentin Tarantino
  - Miglior attrice internazionale a Uma Thurman
- 2004 - NRJ Ciné Award
  - Miglior look a Uma Thurman
- 2005 - Online Film & Television Association
  - Candidatura per il miglior attore non protagonista a David Carradine
  - Candidatura per il miglior momento cinematico (Combattimento tra Elle Driver e la Sposa)
- 2005 - Online Film Critics Society Award
  - Candidatura per la miglior attrice protagonista a Uma Thurman
  - Candidatura per il miglior attore non protagonista a David Carradine
  - Candidatura per la miglior sceneggiatura originale a Quentin Tarantino
  - Candidatura per il miglior montaggio a Sally Menke
- 2004 - Russian Guild of Film Critics Award
  - Candidatura per il miglior film straniero a Quentin Tarantino